# 宮澤翔
宮澤 翔（みやざわ しょう、1983年8月26日 - ）は、日本の俳優。神奈川県川崎市出身。O型。身長183cm。株式会社シュシュセゾン所属。専修大学卒業。2015年、劇作家の井上テテが率いる劇団マカリスターの旗揚げに参加。

## 出演

### テレビドラマ
- コスメの魔法2（2005年、TBS）
- 菊次郎とさき（2005年、テレビ朝日）
- 魔弾戦記リュウケンドー（2006年、テレビ東京）
- ドクター小石の事件カルテ2 -検死-（2006年、フジテレビ）
- 法律事務所 -自白の背景-（2006年、テレビ朝日）
- 相棒 season5 第10話「名探偵登場」（2006年12月13日、テレビ朝日）
- Happy!2（2006年、TBS）
- 日本史サスペンス劇場・特別企画「東大落城」（2009年、日本テレビ）
- 潔癖クンの殺人ファイル1・2（2014年・2015年、フジテレビ） - 長坂通 役
- めぐる未来 第4話（2024年2月8日、読売テレビ・日本テレビ） - 店長 役

### テレビ
- THE M（2008年、日本テレビ）
- 愛の劇場〜男と女はトメラレナイ〜（2010年、NHK）

### 映画
- 希望情景（2005年）
- 20世紀少年 -最終章- 僕らの旗（2009年）
- 退屈なエンドロール（2023年） - 加茂一 役[2][3]

### CM
- タカラトミー「マジック:ザ・ギャザリング」（2005年）
- キャドバリー・ジャパン「メントス」-忘れる編-（2010年）
- サントリー「BOSS レインボーマウンテン」（2010年）
- LIXIL「RICHELLE」-あなたの秘密編-（2011年）

### 舞台
- ステージ・ドア（2006年）
- 幸せの向こう側（2009年）
- THE LIGHT STAFF（2009年）
- もうひとつのハムレット -イキツクサキノハナ-（2010年）
- Romeo×Juliet（2010年）
- SUMMER TIME ラプソディ!（2010年）
- ゲキ☆ハピ（2010年）
- HARD TO HOLD 〜missing〜（2010年）
- トリリオンモンスター（2011年）
- Romeo×Juliet 〜legend of painful heart〜（2011年）
- アリー・エンターテイメント「バラしていこう!?」（2011年6月）
- ANGEL EYES（2011年）
- 灰とダイヤモンド（2012年）
- 灰とダイヤモンド 〜sigh of the darkness〜（2012年）
- LABYRINTH（2012年6月）
- バリスタ物語「三万円ゲーム」（2012年9月）
- バリスタ物語「あの中指へし折ってやろうか」（2012年11月）
- 劇団たいしゅう小説家Presents 「OH!ROOM!」（2012年12月）
- IRONBANK Presents「返り咲きリビングデッド」（2013年1月）
- IRONBANK Presents「魔法少女はミュージカルがお好き再宴」（2013年3月）
- 劇団たいしゅう小説家Presents 「Messenger Blues」（2013年5月）
- 劇団たいしゅう小説家Presents 「The Door 2」（2013年6月）
- FunnyFarm旗揚げ公演「特殊清掃go!go!go!」（2013年8月）
- 劇団マカリスター「なんでそこまで」（2024年5月）[4]
- 劇団マカリスター 第11回本公演「僕は君にぞくぞくしている」（2024年10月）[5]